# 普拉赫蒂伊夫卡 (敖德薩州)
46°5′50″N 29°43′11″E / 46.09722°N 29.71972°E
普拉赫蒂伊夫卡（烏克蘭語：Плахтіївка）是位於烏克蘭西南部的村莊，由敖德萨州裡比爾霍羅德-德涅斯特羅夫斯基區的普拉赫蒂伊夫卡市鎮負責管轄，並為該市鎮的行政中心。該村處於庫魯傑爾河畔，始建於1830年，面積7.46平方公里，海拔高度47米，2021年人口4,986。